# Vasco Branco
Vasco Augusto Ferreira Branco (Vera Cruz, Aveiro, 27 de setembro de 1919 - Porto, 10 de abril de 2014) foi um escritor, cineasta, ceramista, pintor e farmacêutico português.  

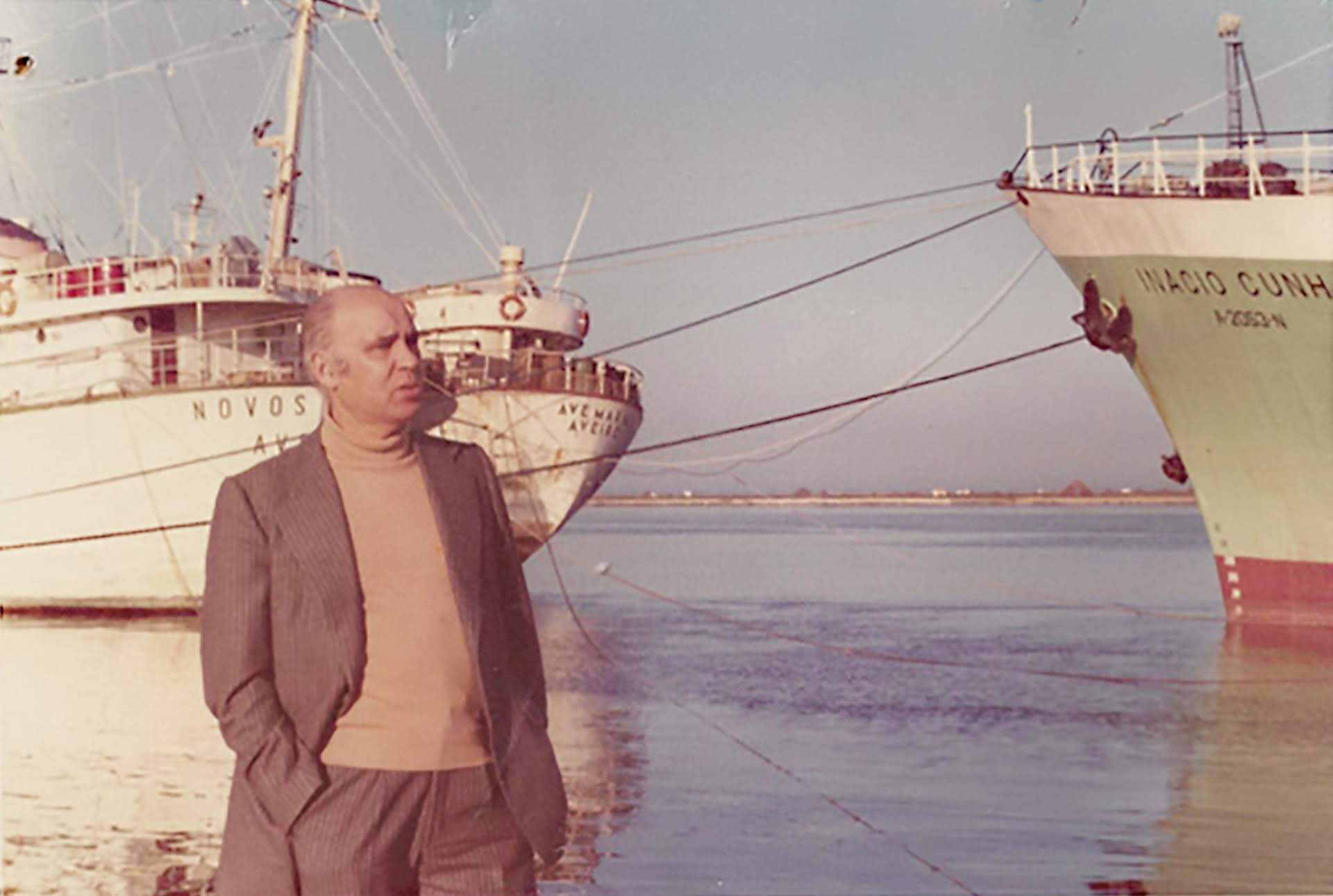

## Biografia por décadas

### 1919
Vasco Augusto de Pinho Ferreira Branco nasce a 27 de Setembro, na Freguesia de Vera Cruz, da cidade de Aveiro.

### 1930–39
Nos anos 30, faz estágio como aprendiz de Farmácia, frequenta o Curso Industrial de Desenho e Pintura Cerâmica e aulas de Modelação do escultor Romão Júnior.

### 1940–49
Em 1944 conclui a licenciatura em Farmácia pela Universidade do Porto, onde convive com Abel Salazar e com alguns artistas do chamado Grupo dos Independentes. Em 1945, casa-se com Maria Elisa de Morais e Silva, sua colega de curso, com quem teve três filhos: Rosa Alice, João Augusto e Vasco Afonso. Nos últimos anos da década de 40, funda e abre ao público, na Gafanha da Nazaré, a Farmácia Branco, assumindo a sua direção técnica. Mas é igualmente neste período que realiza a sua primeira exposição individual de pintura, o seu primeiro trabalho em barro (um rosto de Cristo) e inicia a sua colaboração na revista literária Mundo Literário, dirigida por Adolfo Casais Monteiro (1947).

### 1950–59
Em 1952, publica o seu primeiro livro de contos "Telhados de Vidro". Nos anos seguintes, colabora na revista Bandarra de Augusto Navarro e também assiduamente no jornal Litoral. Em 1955, funda com outros aveirenses o Cineclube de Aveiro. Em 1956, a Litoral Editora edita o seu segundo livro de contos "Flor Seca" e, em 1957, publica o seu primeiro romance "Gente ao Acaso. Em 1958, roda o seu primeiro filme "O Bebé e Eu", que é galardoado com o Primeiro Prémio no Concurso Nacional do Clube Português de Cinema de Amadores de Lisboa. Em 1959, com David Cristo, Mário Sacramento, João Sarabando, entre outros, funda Companha, o Suplemento Literário do Semanário Litoral, e com Mário Sacramento, Mário Braga e Vasco Mourisca, dirige a colecção Centauro da Livraria Atlântida de Coimbra. No mesmo ano, a Livraria Atlântida lança o seu romance "Os Vagabundos Ilustrados".

### 1960–69
Em 1960, vê publicado o seu livro "As Regras do Jogo" pela Editora Arcádia e é convidado por Cardoso Pires para escrever uma história, “A Teoria”, para a secção antológica da revista Almanaque. Neste mesmo ano, o filme "Circo e Etc." representa Portugal no Concurso Internacional da UNICA trazendo o primeiro diploma para Portugal. É premiado em diversos concursos nacionais e internacionais de cinema amador, recebendo, nomeadamente, uma Menção Especial do júri do Festival Internacional de Cinema Amador de Cannes para o filme "O Espelho da Cidade " (1963). É convidado a integrar o júri desse Festival no ano seguinte. Em 1965, a Livraria Bertrand publica o seu romance "Iva e o Mar". Ainda neste período, conquista diversos prémios em festivais internacionais de cinema amador em Guimarães, Figueira da Foz, Paris, Londres, Huy (Bélgica), Maiorca, Corunha, Barcelona, Irun (Espanha), Marburgo (Alemanha), Newark (EUA), Andorra, Nyon (Suíça) e Viña del Mar (Chile), e a revista suíça Cinéma International distingue elogiosamente o seu filme "Tocata e Fuga".

### 1970–79
Em 1970, preside ao I Congresso Nacional de Cinema Amador organizado pelo Clube dos Galitos de Aveiro. Ainda nesse ano, cria-se a Federação Portuguesa de Cinema de Amadores em que irá assumir as funções de presidente da Assembleia Geral. Em 1971, funda com outros artistas aveirenses o Grupo AveiroArte e expõe escultura e pintura com este grupo no Salão Nobre do Teatro Aveirense. Em 1973, publica o seu livro de crónicas de Aveiro, "Roteiro Impopular de uma Cidade", esgotado em duas semanas. Em 1979, expõe as suas criações cerâmicas das Oficinas Olarte juntamente com os artistas Júlio Resende, Manuel de Aguiar, Afonso Henrique, pintor Mário Silva, no Salão Nobre do Clube dos Galitos. Recebe o Prémio de Ficção da Associação Portuguesa de Escritores com o romance "Os Generosos Delírios da Burguesia", publicado no ano seguinte pela Moraes Editora. Nesta década a sua participação em festivais internacionais de cinema amador continuou a ser premiada nacional e internacionalmente desde a Europa (La Montagne, França), à África (Beira, Moçambique), à Ásia (Hiroshima, Japão) e à Oceania (Christchurch, Nova Zelândia).

### 1980–89
Também em 1980, assume a direção gráfica da revista "Figuras" e expõe cerâmica na Cooperativa Árvore (Porto). É convidado para fazer parte do júri Internacional do Cinanima. Em 1985, publica o livro "Palavras sem Voz", pela Ulmeiro e ainda no mesmo ano a Câmara Municipal de Aveiro encomenda-lhe dois murais de grés em relevo para revestimento das ruas Coimbra e Belém do Pará. Em 1987, é-lhe adjudicada a resolução artística das paredes laterais do viaduto da freguesia de Esgueira, também na cidade de Aveiro.

### 1990–99
Na década de 90, expõe pintura e cerâmica, em Aveiro e no estrangeiro, com os filhos João Augusto e Vasco Afonso. Faz parte do júri da II Bienal Internacional de Cerâmica Artística de Aveiro. Edita o romance "Cidade Salgada", edição Câmara Municipal de Aveiro (1993) e é galardoado com a Medalha de Mérito Municipal numa homenagem prestada pela Câmara. Em 1994, publica "Encontros Imediatos Sem Qualquer Grau" pela Estante Editora e "Do Natal—Dez Histórias Impopulares", com desenhos inéditos de Júlio Resende e edição de Lions Clube de Santa Joana.

### 2000–
Em 2000, a Câmara Municipal de Aveiro institui o prémio anual de romance Vasco Branco. Em 2005, o seu romance "Os Generosos Delírios da Burguesia" é reeditado pela Quasi Edições. No mesmo ano, o Grupo AveiroArte com o Lugar do Desenho (Fundação Júlio Resende) e a Câmara Municipal de Aveiro, organiza a exposição Encontros, com obras de Júlio Resende e Vasco Branco.

## Flimografia
- 1958 O Bébé e Eu · animação

- 1959 Figuras e Abstracto · animação

- 1959 O Menino e o Caranguejo · enredo

- 1959 Sol, Suor e Sal · documentário

- 1960 Circo e Etc. · animação

- 1961 Espelho da Cidade · documentário

- 1961 Festa Brava · animação

- 1962 À Procura do Mar · documentário

- 1962 A Luz e os Anjos · documentário

- 1964 Migração Fantástica · fantasia

- 1964 Crime no Casino · animação

- 1965 Tocata e Fuga · fantasia

- 1965 Solidão · enredo

- 1966 O Intruso · enredo

- 1967 Gente Trigueira · documentário

- 1967 O Náufrago · enredo

- 1968 Bosque Encantado · fantasia

- 1968 Chaos ZN-73 · fantasia

- 1968 Rajada · enredo

- 1968 Planeta Gauss · fantasia

- 1969 Da Inspiração à Animação · animação

- 1969 A Conquista da Lua · animação

- 1969 A Bicicleta · enredo

- 1969 Todos os Dias o Crucificamos · animação

- 1970 Western · animação

- 1970 A Droga · enredo

- 1970 O Ensaio · enredo

- 1970 O Jugo Vareiro · documentário

- 1973 O Xadrez · animação

- 1973 Panos Cerâmicos · documentário

- 1973 Dificuldade de Governar · animação

- 1974 Artistas do Nosso Tempo · animação

- 1974 A Flor · animação

- 1976 Peregrinos · documentário

- 1977 Aprendi a Amar · animação